# Jibou
Jibou (maďarsky Zsibó, německy Siben) je město v severozápadním Rumunsku s přibližně 10 000 obyvateli. Nachází se v župě Sălaj 25 km od jejího hlavního města Zalău a protéká jím řeka Szamos. Jibou je známé sirnými lázněmi, barokním zámkem rodiny Wesselényi a velkou botanickou zahradou. Městem prochází železniční trať z Bukurešti do Satu Mare.
Poprvé je zmiňováno v roce 1219 jako vila Chybur. V roce 1705 zde došlo k bitvě u Zsibó, v níž byli kuruci poraženi habsburským vojskem. Součástí Rumunska se město stalo při Ziua Marii Uniri v roce 1918. V roce 1970 bylo Jibou zasaženo povodněmi.
K městu Jibou patří také vesnice Cuceu, Husia, Rona a Var.
Narodil se zde mistr světa v házené Ștefan Birtalan.
Partnerským městem je Glauchau v Německu.